# 文字列補間
プログラミングにおいて、文字列補間（もじれつほかん、string interpolation）とは、文字列リテラル内に埋め込まれたプレースホルダーを実行時に評価し、そのプレースホルダーを対応する値に置き換える処理である。変数補間 （へんすうほかん、variable interpolation）、変数置換（へんすうちかん、variable substitution）、変数展開（へんすうてんかい、variable expansion）ともいう。この処理は、単純なテンプレートエンジンであり、正式な用語で言えば準引用の一形態である。文字列補間は、文字列連結よりも簡単でより直観的に文字列のフォーマットを規定できる。
文字列補間は、データの文字列表現を多用する多くのプログラミング言語（C言語、Perl、PHP、Python、Ruby、Groovy、Scala、Swiftなど、および多くのUnixシェル）で使用できる。
文字列リテラルの表現には、文字列補間が使えるものと、使えないもの（raw文字列）がある。プレースホルダーは、無名もしくは名前のついたシギルで示される。一般的には$や%が使用され、名前つきの場合は$placeholderや%123のようになる。文字列の補間は実行時に行われる。

## 変種
いくつかの言語は文字列補間に対応していない。例えばC言語のprintf関数では、第1引数が書式化文字列であり、第2引数以降に書式化文字列内のプレースホルダーを置き換える定数・変数や式が置かれる。
Rubyでは"#"を補間のための記号として使用するが、変数だけでなくどんな式でも補間できる。他の言語では、printfのような特別なフォーマット用の関数でより進んだ補間法に対応しているものもある。その場合、第1引数（フォーマット）で第2引数以降が代えられるパターンを指定する。

## アルゴリズム
文字列補間のための変数を展開するアルゴリズムには、主に2つの方法がある
1. プレースホルダーの置換と展開 (Replace and expand placeholders) : オリジナルの文字列を元にして、検索置換 (find-replace) 演算によって新しい文字列を作成する。プレイスホルダーを見つけたら、それを変数の値に置き換える。このアルゴリズムは、キャッシュが使用できない。
2. 文字列の分割と結合 (Split and join string) : 文字列を配列に分割する。そして、それを対応する値の配列に合併し、最後に、全ての配列を結合する。分割した文字列は、再理用のためにキャッシュしておくことができる。

## セキュリティ上の問題
文字列連結と同様、文字列補間はセキュリティ上の問題を招く可能性がある。プログラマがきちんとユーザー入力データをエスケープするかフィルターに通すかしないならば、システムはSQLインジェクション、スクリプトインジェクション、XML外部エンティティインジェクション (XXE)、クロスサイトスクリプティング (XSS) などの攻撃にさらされることになる。
以下は、SQLインジェクションを引き起こす文字列補間の例である。
```
query = "
SELECT
 
x
,
 
y
,
 
z
 
FROM
 
Table
 
WHERE
 
id
=
'$id'
 "
```

ここで、$idが"'; DELETE FROM Table; SELECT * FROM Table WHERE id='"に補間された場合、このクエリを実行するとテーブルの全てのデータが削除されてしまう。

## 例
以下のPerlのコードは、PHPでも同じように動作する。
```
$name
 
=
 
"Alice"
;

print
 
"${name} said Hello World to the crowd of people."
;

```

このコードは、Alice said Hello World to the crowd of people.と出力する。

### Boo
```
apples
 
=
 
4

print
(
"I have $(apples) apples"
)

# または

print
(
"I have {0} apples"
 
%
 
apples
)

```

上記のコードは以下のように出力する。
```
I have 4 apples

```

### C#.NET
```
var
 
apples
 
=
 
4
;

// Before C# 6.0

System
.
Console
.
WriteLine
(
String
.
Format
(
"I have {0} apples"
,
 
apples
));

// Before C# 6.0 WriteLineメソッド自体が書式指定に対応しているため、簡潔にこう書ける。

System
.
Console
.
WriteLine
(
"I have {0} apples"
,
 
apples
);

// C# 6.0

System
.
Console
.
WriteLine
(
$"I have {apples} apples"
);

```

上記のコードは以下のように出力する。
```
I have 4 apples

```

### CFML
Script syntax:
```
apples
 
=
 
4
;

writeOutput
(
"I have 
#apples#
 apples"
);

```

Tag syntax:
```
<cfset
 
apples
 
=
 
4
>

<cfoutput>
I have 
#
apples
#
 apples
</cfoutput>

```

上記のコードは以下のように出力する。
```
I have 4 apples
```

### CoffeeScript
```
apples
 
=
 
4

console
.
log
 
"I have 
#{
apples
}
 apples"

```

上記のコードは以下のように出力する。
```
I have 4 apples

```

### Dart
```
int
 
apples
 
=
 
4
,
 
bananas
 
=
 
3
;

print
(
'I have $apples apples.'
);

print
(
'I have ${apples+bananas} fruit.'
);

```

上記のコードは以下のように出力する。
```
I have 4 apples.
I have 7 fruit.

```

### Groovy
```
def
 
quality
 
=
 
'superhero'

def
 
sentence
 
=
 
"A developer is a ${quality}"

print
 
sentence

```

上記のコードは以下のように出力する。
```
A developer is a superhero

```

### Haxe[6]
```
var
 
apples
 
=
 
4
;

var
 
bananas
 
=
 
3
;

trace
(
'I have 
$
apples
 apples.'
);

trace
(
'I have 
${
apples
+
bananas
}
 fruit.'
);

```

上記のコードは以下のように出力する。
```
I have 4 apples.
I have 7 fruit.

```

### Nemerle
```
def
 
apples
 
=
 
4
;

def
 
bananas
 
=
 
3
;

Console
.
WriteLine
(
$
"I have $apples apples."
);

Console
.
WriteLine
(
$
"I have $(apples + bananas) fruit."
);

```

上記のコードは以下のようにも書ける。
```
def
 
fruit
 
=
 
[
"apple"
,
 
"banana"
];

Console
.
WriteLine
(
$
<
#I have ..$(fruit; "\n"; f => f + "s")#>);

```

上記のコードは以下のように出力する。
```
apples
bananas

```

### Perl
```
my
 
$apples
 
=
 
4
;

my
 
$bananas
 
=
 
3
;

print
 
"I have $apples apples.\n"
;

print
 
"I have @{[$apples+$bananas]} fruit.\n"
;
  
# Uses the Perl array (@) interpolation.

```

上記のコードは以下のように出力する。
```
I have 4 apples.
I have 7 fruit.

```

### PHP
```
<?php

class
 
foo
 
{

    
var
 
$foo
;

    
var
 
$bar
;

    
function
 
foo
()
 
{

        
$this
->
foo
 
=
 
'Foo'
;

        
$this
->
bar
 
=
 
array
(
'Bar1'
,
 
'Bar2'
,
 
'Bar3'
);

    
}

}

$foo
 
=
 
new
 
foo
();

$name
 
=
 
'Jason'
;

echo
 
<<<
EOT

My name is "$name". I am printing some $foo->foo.

Now, I am printing some {$foo->bar[1]}.

This should print a capital 'A': \x41

EOT
;

?>

```

上記のコードは以下のように出力する。
```
My name is "Jason". I am printing some Foo.
Now, I am printing some Bar2.
This should print a capital 'A': A

```

### Python
```
# in Python 2

apples
 
=
 
4

print
 
"I have 
%d
 apples"
 
%
 
apples

print
 
"I have 
%(apples)d
 apples"
 
%
 
locals
()

# or in Python 2.6

print
 
"I have 
{}
 apples"
.
format
(
apples
)

print
 
"I have 
{a}
 apples"
.
format
(
a
=
apples
)

# or in Python 3

print
(
"I have 
{apples}
 apples"
.
format
(
**
locals
()))

# or with Python 3.6

print
(
f
"I have 
{
apples
}
 apples"
)

```

上記のコードは以下のように出力する。
```
I have 4 apples

```

### Ruby
```
apples
 
=
 
4

puts
 
"I have 
#{
apples
}
 apples"

# or

puts
 
"I have %s apples"
 
%
 
apples

# or

puts
 
"I have %{a} apples"
 
%
 
{
a
:
 
apples
}

```

上記のコードは以下のように出力する。
```
I have 4 apples

```

### Scala
Scala 2.10以降には、s, f, rawの3つの文字列補間子が実装されている。
f補間子はString.formatを呼び出すための組み込み表現で、書式付き文字列を書き直すコンパイラ・マクロである。
```
val
 
apples
 
=
 
4

//before Scala 2.10

printf
(
"I have %d apples\n"
,
 
apples
)

println
(
"I have %d apples"
 
format
 
apples
)

//Scala 2.10+

println
(
s"I have 
$
apples
 apples"
)

println
(
f"I have 
$
apples
%d apples"
)

```

上記のコードは以下のように出力する。
```
I have 4 apples

```

### Swift
Swiftでは、定数・変数・リテラル・式の組合せから、それらの値を文字列リテラルの中に含むことによって、新しい文字列の値を作ることができる。文字列リテラルに含むそれぞれのアイテムは、一対の括弧で囲まれ、その前にバックスラッシュ（日本語環境では円記号）が置かれる。
```
let
 
apples
 
=
 
4

print
(
"I have 
\
(apples) apples"
)

```

上記のコードは以下のように出力する。
```
I have 4 apples

```

### TypeScript
バージョン1.4より、TypeScriptはバッククォート `` を使用した文字列補間に対応した。以下はその例である。
```
var
 
apples
:
 
number
 
=
 
4
;

console
.
log
(
`I have 
${
apples
}
 apples`
);

```

上記のコードは以下のように出力する。
```
I have 4 apples

```

console.log関数はprintf関数と同じように使用できる。上記の列は、以下のようにも書き表せる。
```
var
 
apples
:
 
number
 
=
 
4
;

console
.
log
(
"I have %d apples"
,
 
apples
);

```